# تيري أوكوين
تيرانس كوين (من مواليد 15 يوليو 1952)، المعروف باسم تيري أوكوين، اشتهر بدور جون لوك في المسلسل الأمريكي الضائعون، بدأ مهنته كممثل سنة 1980 في فيلم تلفزيوني عنوانه: "F.D.R.: The Last Year" ومذاك حصل كوين على عدة أدوار مساعدة في أفلام ومسلسلات تلفزيونية مثل فيلم أماكن في القلب (فيلم) ومسلسل هاواي فايف أو.
حصل كوين على شهرته بسبب أدائه في فيلم «زوج الأم» سنة 1987، ثم حصل على شعبيته الكبيرة بسبب أدائه لدور «جون لوك» في مسلسل لوست حيث حصل عليه على جائزة إيمي سنة 2007 (ترشح لنيلها سنة 2005 و2010) وحصل أيضا على جائزة زحل سنة 2004.

## روابط خارجية
- تيري أوكوين على موقع IMDb (الإنجليزية)
- تيري أوكوين على موقع روتن توميتوز (الإنجليزية)
- تيري أوكوين على موقع ألو سيني (الفرنسية)
- تيري أوكوين على موقع تيرنر كلاسيك موفيز (الإنجليزية)
- تيري أوكوين على موقع أول موفي (الإنجليزية)
- تيري أوكوين على موقع قاعدة بيانات برودواي على الإنترنت (الإنجليزية)
- تيري أوكوين على موقع قاعدة بيانات برودواي على الإنترنت (الإنجليزية)
- تيري أوكوين على موقع قاعدة بيانات الأفلام السويدية (السويدية)
- تيري أوكوين على موقع إن إن دي بي (الإنجليزية)
- تيري أوكوين على موقع قاعدة بيانات الفيلم (الإنجليزية)